# Thymoites puer
Thymoites puer es una especie de araña araneomorfa del género Thymoites, familia Theridiidae. Fue descrita científicamente por Mello-Leitao en 1941.
Habita en Brasil y Argentina.